# Menno Vloon
Menno Vloon (Zaandam, 11 maggio 1994) è un astista olandese.

## Biografia
Attivo su più discipline, parte delle prove multiple, Vloon ha debuttato internazionalmente nel salto con l'asta prendendo parte nel 2011 al Festival olimpico della gioventù europea in Turchia e successivamente ai Mondiali juniores in Spagna. Nel 2016 ha debuttato con la nazionale seniores agli Europei di Amsterdam senza avanzare in finale e si è qualificato a due edizioni consecutive dei Mondiali nel 2017 e nel 2019 ma in entrambi i casi a causa di due infortuni ha dovuto lasciare subito le gare.
Il 9 marzo 2025 vince la medaglia d'oro nel salto con l'asta agli europei indoor casalinghi di Apeldoorn, a pari merito con il greco Emmanouil Karalis.

## Record nazionali
- Salto con l'asta: 5,85 m ( Zweibrücken, 10 giugno 2017)[3]

## Palmarès
| Anno | Manifestazione  | Sede       | Evento           | Risultato | Prestazione | Note                                     |
| ---- | --------------- | ---------- | ---------------- | --------- | ----------- | ---------------------------------------- |
| 2012 | Mondiali U20    | Barcellona | Salto con l'asta | 17º (q)   | 4,95 m      |                                          |
| 2015 | Europei U23     | Tallinn    | Salto con l'asta | 8º        | 5,30 m      |                                          |
| 2016 | Europei         | Amsterdam  | Salto con l'asta | 17º (q)   | 5,35 m      |                                          |
| 2017 | Mondiali        | Londra     | Salto con l'asta | nm (q)    | nm (q)      |                                          |
| 2019 | Mondiali        | Doha       | Salto con l'asta | dns       | dns         |                                          |
| 2021 | Europei indoor  | Toruń      | Salto con l'asta | 5º        | 5,70 m      |                                          |
| 2021 | Giochi olimpici | Tokyo      | Salto con l'asta | 13º       | 5,55 m      |                                          |
| 2022 | Mondiali indoor | Belgrado   | Salto con l'asta | 5º        | 5,75 m      |                                          |
| 2022 | Mondiali        | Eugene     | Salto con l'asta | Finale    | nm          |                                          |
| 2022 | Europei         | Monaco     | Salto con l'asta | Finale    | nm          |                                          |
| 2023 | Europei indoor  | Istanbul   | Salto con l'asta | 11º (q)   | 5,55 m      |                                          |
| 2023 | Giochi europei  | Chorzów    | Salto con l'asta | Oro       | 5,85 m      | [ 4 ]                                    |
| 2023 | Mondiali        | Budapest   | Salto con l'asta | 16º (q)   | 5,70 m      |                                          |
| 2024 | Mondiali indoor | Glasgow    | Salto con l'asta | 8º        | 5,65 m      |                                          |
| 2024 | Europei         | Roma       | Salto con l'asta | 8º        | 5,75 m      |                                          |
| 2024 | Giochi olimpici | Parigi     | Salto con l'asta | 11º       | 5,70 m      |                                          |
| 2025 | Europei indoor  | Apeldoorn  | Salto con l'asta | Oro       | 5,90 m      | Miglior prestazione personale stagionale |
| 2025 | Mondiali indoor | Nanchino   | Salto con l'asta | 4º        | 5,80 m      |                                          |

## Campionati nazionali
- 4 volte consecutive campione nazionale di salto con l'asta (2014-2017)
- 2 volte campione nazionale di salto con l'asta indoor (2016 e 2019)

## Altre competizioni internazionali
2011
- 9º al Festival olimpico della gioventù europea ( Trebisonda), salto con l'asta - 4,65 m

2023
- Oro ai Campionati europei a squadre di atletica leggera ( Chorzów), salto con l'asta - 5,85 m

2025
- Oro ai Campionati europei a squadre di atletica leggera ( Madrid), salto con l'asta - 5,80 m